# Daniela Feixas i Conte
Daniela Feixas Conte (Torrelavit, Alt Penedès, 1973) és guionista, actriu, autora i directora de teatre catalana.
És guionista de la sèrie de TV3 "Com si fos ahir".
Guanyadora del Premi SGAE Jardiel Poncela 2019 amb "Sandra".
Ha dirigit les obres "Sandra" i "Serà el nostre secret".
Ha participat com a actriu a les sèries de TV3 Moèbius, El cor de la ciutat, L'un per l'altre, Pagats per riure (2003) i Plats bruts. Ha participat com a actriu a obres com Un dia. Mirall trencat (Ricard Salvat) (2009), Només sexe (2008), Juli Cèsar (Àlex Rigola) (2004), Excuses! (2003, i també en la seva versió cinematogràfica) de Joel Joan i Antígona (2003).
El 2004 va rebre el Premi Octubre de teatre per Només sexe. El 2009 va guanyar El premi Crèdit Andorrà per El bosc. Ha estrenat la seva pròpia obra Un lloc conegut dirigida per Carme Portaceli (2007). i El bosc (2010), que va obtenir el Premi 50è Aniversari Crèdit Andorrà. En 2013 va escriure La tortuga de Califòrnia, en 2014 fou finalista del Premi Quim Massó i el 2015 va ser finalista del Torneig de Dramatúrgia Catalana del Temporada Alta amb Amanita Phaloides.
És parella del també actor i director Josep Julien, amb qui ha tingut una filla.